# Crue du Nil

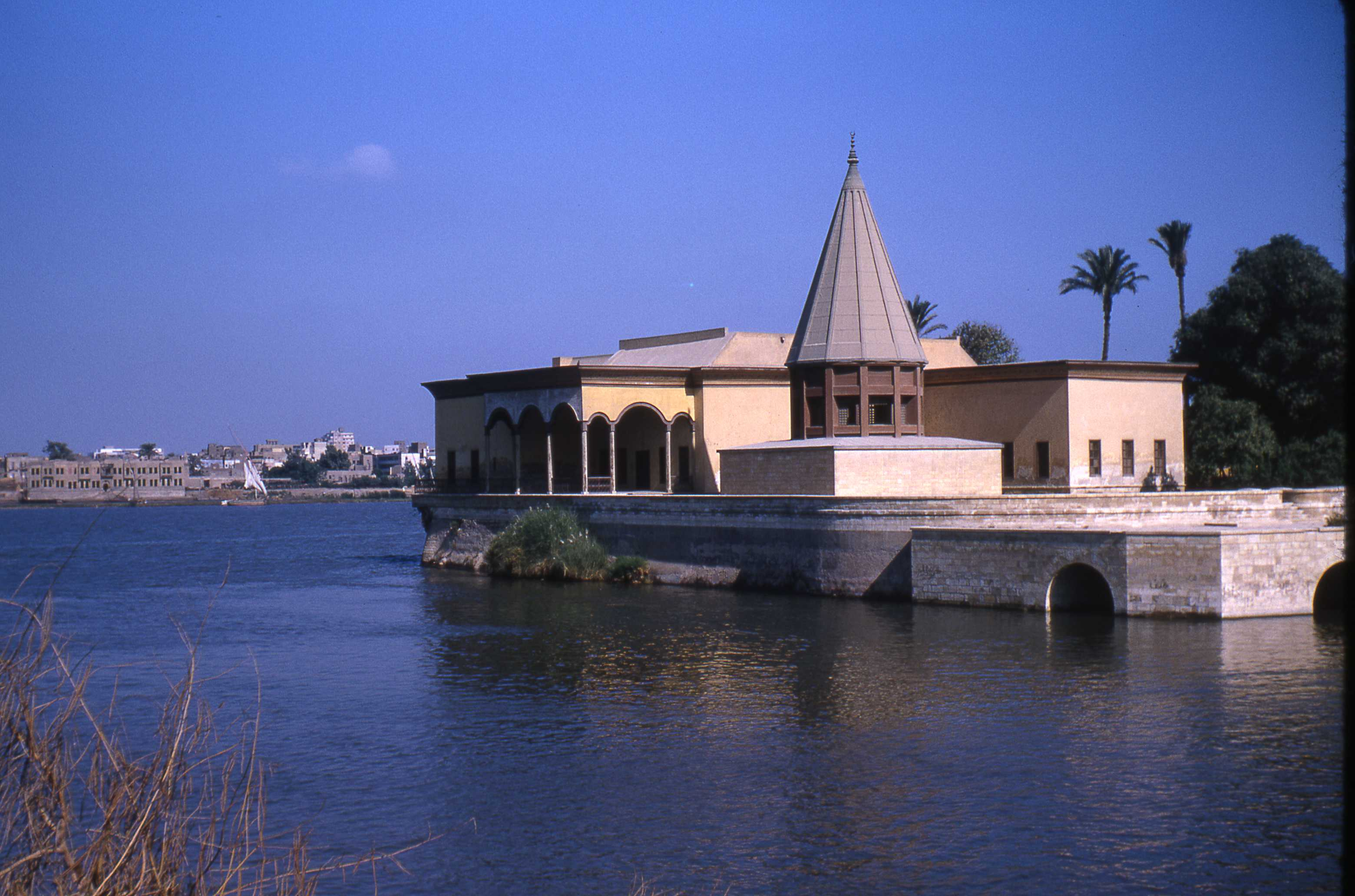
Nilomètre de l'île de Rodah

La crue du Nil est un cycle naturel important en Égypte depuis les temps anciens. Elle est célébrée par les Égyptiens comme un jour férié annuel pendant deux semaines à partir du 15 août, connu sous le nom de « Wafaa El-Nil ». Elle est également célébrée dans l'Église copte en jetant cérémonieusement une relique de martyr dans le fleuve, d'où son nom, le « doigt du martyr » (copte : ⲡⲓⲧⲏⲃ ⲛⲙⲁⲣⲧⲏⲣⲟⲥ, arabe : Esba` al-shahīd). La crue du Nil a été poétiquement décrite dans le mythe comme les larmes de chagrin d'Isis pour Osiris lorsqu'il fut tué par leur frère Seth.

## Cycle d'inondation
La crue du Nil est le résultat de la mousson annuelle entre mai et août qui provoque d'énormes précipitations sur les hauts plateaux éthiopiens dont les sommets atteignent des hauteurs allant jusqu'à 4 550 m. La plupart de ces eaux de pluie sont prises par le Nil Bleu et par la rivière Atbara dans le Nil, tandis qu'une quantité moins importante s'écoule par le Sobat et le Nil Blanc dans le Nil. Pendant cette courte période, ces rivières fournissent jusqu'à 90 % de l'eau du Nil et la plupart des sédiments qu'il transporte, mais après la saison des pluies, elles ne sont plus que des rivières mineures fournissant moins de 20 % du débit total.
Les inondations en tant que telles étaient prévisibles, bien que leurs dates et niveaux exacts ne puissent être prévus qu'à court terme en transmettant les relevés des nilomètres d'Assouan aux parties inférieures du royaume où les données devaient être converties en fonction des circonstances locales. Ce qui n'était pas prévisible, bien sûr, c'était l'étendue de la crue et son débit total.
L'année égyptienne était divisée en trois saisons : Akhet (inondation), Peret (croissance) et Chémou (récolte). Akhet couvrait le cycle des inondations égyptiennes. Ce cycle était si constant que les Égyptiens en chronométraient le début en utilisant le lever héliaque de Sirius, l'événement clé utilisé pour établir leur calendrier.
Les premières indications de la montée du fleuve étaient visibles à la première des cataractes du Nil (à Assouan) dès le début du mois de juin, et une augmentation régulière s'est poursuivie jusqu'à la mi-juillet, lorsque l'augmentation des eaux est devenue très importante. Le Nil a continué à monter jusqu'au début du mois de septembre, où le niveau est resté stationnaire pendant une période d'environ trois semaines, parfois un peu moins. En octobre, il est souvent remonté et a atteint son niveau le plus élevé. À partir de cette période, il a commencé à baisser et a généralement coulé régulièrement jusqu'au mois de juin, où il a de nouveau atteint son niveau le plus bas. Les inondations atteignaient Assouan environ une semaine avant Le Caire, et Louxor cinq à six jours avant Le Caire. Les hauteurs d'inondation typiques étaient de 13,7 mètres à Assouan, 11,6 mètres à Louxor (et Thèbes) et 7,6 mètres au Caire.

## Agriculture

### Irrigation par bassin
Alors que les premiers Égyptiens se contentaient de cultiver les zones inondées par les crues, il y a environ 7 000 ans, ils ont commencé à développer la méthode d'irrigation par bassin. Les terres agricoles étaient divisées en grands champs entourés de barrages et de digues et équipés de canaux d'entrée et de sortie. Les bassins étaient inondés puis fermés pendant environ quarante-cinq jours pour saturer le sol en humidité et permettre au limon de se déposer. Ensuite, l'eau était évacuée vers les champs inférieurs ou retournait dans le Nil. Immédiatement après, les semailles commençaient, et la récolte suivait trois ou quatre mois plus tard. Pendant la saison sèche qui suivait, l'agriculture n'était pas possible. Ainsi, toutes les cultures devaient s'intégrer dans ce schéma serré d'irrigation et de calendrier.
En cas de petite crue, les bassins supérieurs ne pouvaient pas être remplis d'eau, ce qui aurait signifié la famine. Si une inondation était trop importante, elle endommagerait les villages, les digues et les canaux.
La méthode d'irrigation par bassin ne sollicitait pas trop les sols, et leur fertilité était maintenue par le dépôt annuel de limon. Il n'y avait pas de salinisation, car, en été, le niveau des eaux souterraines était bien en dessous de la surface, et toute salinité qui aurait pu s'accumuler était emportée par la prochaine inondation.
On estime que cette méthode permettait de nourrir de deux à douze millions d'habitants dans l'Égypte antique. À la fin de l'Antiquité tardive, les méthodes et les infrastructures se sont lentement dégradées, et la population a diminué en conséquence ; en 1800, l'Égypte comptait environ 2,5 millions d'habitants.

### Irrigation pérenne
Méhémet Ali, khédive d'Égypte, a tenté de moderniser divers aspects de l'Égypte. Il s'efforça d'étendre les terres arables et d'obtenir des revenus supplémentaires en introduisant la culture du coton, une culture dont la saison de croissance est plus longue et qui nécessite une quantité d'eau suffisante à tout moment. À cette fin, les barrages et de vastes systèmes de nouveaux canaux ont été construits, faisant passer le système d'irrigation de l'irrigation traditionnelle par bassin à une irrigation pérenne permettant d'irriguer les terres agricoles tout au long de l'année. Ainsi, de nombreuses cultures pouvaient être récoltées deux ou même trois fois par an et la production agricole augmentait de façon spectaculaire. En 1873, Ismaïl Pacha a commandé la construction du canal Ibrahimiyya, étendant ainsi considérablement l'irrigation pérenne.

## Fin de l'inondation
Bien que les Britanniques, durant leur première période en Égypte, aient amélioré et étendu ce système, il n'était pas en mesure de stocker de grandes quantités d'eau et de retenir entièrement les inondations annuelles. Afin d'améliorer l'irrigation, Sir William Willcocks, en tant que directeur général des réservoirs pour l'Égypte, a planifié et supervisé la construction du barrage bas d'Assouan, le premier véritable réservoir de stockage, et du barrage d'Assiout, tous deux achevés en 1902. Cependant, ils n'étaient toujours pas en mesure de retenir suffisamment d'eau pour faire face aux étés les plus secs, bien que le bas barrage d'Assouan ait été relevé deux fois, en 1907-1912 et en 1929-1933.
Dans les années 1920, le barrage de Sennar a été construit sur le Nil Bleu pour servir de réservoir afin de fournir régulièrement de l'eau. C'était le premier barrage sur le Nil à retenir de grandes quantités de sédiments (et à en détourner une grande quantité dans les canaux d'irrigation) et malgré l'ouverture des vannes pendant la crue afin de chasser les sédiments, on suppose que le réservoir a perdu environ un tiers de sa capacité de stockage. En 1966, le barrage de Roseires a été ajouté pour aider à irriguer. Le barrage de Jebel Aulia sur le Nil Blanc, au sud de Khartoum, a été achevé en 1937 afin de compenser les basses eaux du Nil Bleu en hiver, mais il n'était toujours pas possible de surmonter une période de très basses eaux du Nil et d'éviter ainsi les sécheresses occasionnelles, dont l'Égypte souffrait depuis les temps anciens.
Afin de surmonter ces problèmes, Harold Edwin Hurst, un hydrologue britannique travaillant pour les travaux publics égyptiens de 1906 jusqu'à de nombreuses années après son âge de la retraite, a étudié les fluctuations des niveaux d'eau du Nil et, dès 1946, a présenté un plan élaboré sur la façon dont un « stockage centenaire » pourrait être réalisé pour faire face aux saisons sèches exceptionnelles qui se produisent statistiquement une fois tous les cent ans. Les États concernés s'opposent à ses idées de créer de nouveaux réservoirs en utilisant les lacs Victoria, Albert et Tana et de réduire l'évaporation dans le Sudd en creusant le canal de Jonglei.
Finalement, Gamal Abdel Nasser, président de l'Égypte de 1956 à 1970, opta pour l'idée du haut barrage d'Assouan, à Assouan en Égypte, au lieu de devoir traiter avec de nombreux pays étrangers. La taille requise du réservoir a été calculée à l'aide des chiffres et des méthodes mathématiques de Hurst. En 1970, avec l'achèvement du haut barrage d'Assouan, capable de stocker les plus fortes crues, le cycle annuel des inondations en Égypte a pris fin dans le lac Nasser.

## Croyances religieuses

Hâpy, représenté sous la forme d'une paire iconographique de génies reliant symboliquement la Haute et la Basse-Égypte.

Le Nil était également un élément important de la vie spirituelle des anciens Égyptiens. Dans la religion de l'Égypte antique, Hâpy était le dieu du Nil et de sa crue annuelle. On pensait que lui et le pharaon contrôlaient les crues. La crue annuelle du Nil était parfois considérée comme l'arrivée d'Hâpy. Comme cette crue fournissait un sol fertile dans une région qui était autrement désertique, Hâpy symbolisait la fertilité.
Le dieu Osiris était également étroitement associé au Nil et à la fertilité de la terre. Lors des festivals d'inondation, les figures en terre d'Osiris étaient plantées d'orge.
Dans la triade d'Éléphantine, Satis préside à la crue, Anoukis à la décrue.